# Peggy Dickens
Pour les articles homonymes, voir Dickens.
Peggy Dickens, née le 8 décembre 1975 à Schiltigheim, est une kayakiste française pratiquant le slalom.

## Carrière
Peggy Dickens termine quatrième de la finale de kayak monoplace en slalom aux Jeux olympiques d'été de 2004 à Athènes.
Elle remporte la médaille de bronze lors des Championnats du monde de slalom (canoë-kayak) 2005 à Penrith (Australie) en kayak monoplace. 